# Liste der israelischen Botschafter in Kolumbien
Die israelische Botschaft befindet sich im Edificio Caxdac Cale 35, No 7-25, Piso 14, Bogotá.
| Ernennung Akkreditierung | Name                  | Bemerkungen                            | ernannt von        | akkreditiert bei der Regierung | Posten verlassen |
| ------------------------ | --------------------- | -------------------------------------- | ------------------ | ------------------------------ | ---------------- |
| 1959                     | Salvador Rozental     | Geschäftsträger                        | Jizchak Ben Zwi    | Alberto Lleras Camargo         |                  |
| 1960                     | Walter Abeles         | (* 1903)                               | Jizchak Ben Zwi    | Alberto Lleras Camargo         | 1963             |
| 1978                     | Missim Itzaak         |                                        | Jitzchak Nawon     | Julio César Turbay Ayala       |                  |
| 1982                     | Jaime Aaron           |                                        | Jitzchak Nawon     | Belisario Betancur Cuartas     | 1984             |
| 1993                     | Pinchas Avivi         |                                        | Ezer Weizmann      | César Gaviria Trujillo         |                  |
| 1994                     | Jacques Yaacov Deckel | (* 1933) 1992 Botschafter in Guatemala | Ezer Weizmann      | Ernesto Samper Pizano          | 1996             |
| 1997                     | Mordechai Arbell      |                                        | Ezer Weizman       | Ernesto Samper Pizano          |                  |
| 2002                     | Avraham Hadad         |                                        | Mosche Katzav      | Álvaro Uribe Vélez             |                  |
| 2001                     | Ehud-Moshe Eitam      |                                        | Mosche Katzav      | Andrés Pastrana Arango         | 2003             |
| 2003                     | Yair Recanati         |                                        | Mosche Katzav      | Álvaro Uribe Vélez             |                  |
| 2007                     | Meron Reuben          |                                        | Schimon Peres      | Álvaro Uribe Vélez             | 2011             |
| 2011                     | Yoed Magen            |                                        |                    |                                | 2014             |
| 2014                     | Giora Becher          |                                        |                    |                                | 2015             |
| 2015                     | Marco Sermoneta       |                                        |                    |                                | 2019             |
| 2023                     | Gali Dagan            |                                        | Benjamin Netanjahu | Gustavo Petro                  | 2024             |